# Muong
I muong (o anche moi, mual, moi bi, au ta e ao ta) sono la terza minoranza etnica più grande tra le 53 presenti in Vietnam, con una popolazione che nel 1999 era stimata in circa un milione e 140.000 individui. Sono presenti anche nella provincia di Houaphan in Laos, vicino alla frontiera viet nel villaggio di Ban Don, dove sono chiamati moy e nel 1995 erano in 627.
Il popolo muong occupa le regioni montane nel nord del Vietnam, concentrati nelle province di Hoa Binh e di Thanh Hóa. Sono collegati all'altro importante gruppo etnico vietnamita, quello dei kinh (o viet). Alcuni etnologi hanno teorizzato in passato che i muong, a differenza dei kinh, siano rimasti nelle zone di montagna e si siano sviluppati indipendentemente mentre i kinh si sono mossi a sud e siano stati influenzati dalla cultura cinese a seguito dell'invasione delle armate dell'imperatore Wudi della dinastia Han nel 111 d.C.
I muong sono stati influenzati anche dai popoli tai nei secoli successivi. Questo ha portato ad una mescolanza tra le due culture.

## Lingua
I muong parlano l'omonima lingua muong, molto simile al vietnamita.